# Surianto
Surianto (ur. 10 grudnia 1981) – indonezyjski zapaśnik walczący w stylu wolnym. Brązowy medalista igrzysk Azji Południowo-Wschodniej w 2003 i 2005. Wicemistrz Azji Południowo-Wschodniej w 1997 roku.